# درخت چوب‌پنبه‌ای آمریکا
درخت چوب‌پنبه‌ای آمریکا (نام علمی: Leitneria floridana) نام یک گونه از تیره عرعریان است.